# Biserica ortodoxă din Vâlcele
Biserica ortodoxă din Vâlcele (Elepatac) este un monument istoric și de arhitectură din județul Covasna. Construcția lăcașului a fost finanțată de principele sârb Miloš Obrenović, pe un teren donat de Ferenc Béldi. Biserica are hramul Teodor Stratilat, patronul onomastic al tatălui principelui. Lăcașul a fost ridicat în anul 1843.
Principele Miloš Obrenović a mai donat ulterior 1.000 florini pentru a se termina casa parohială ortodoxă și școala confesională.

## Interiorul
Pe fața balustradei corului este pictat ctitorul Miloš Obrenović. Pictura a fost realizată de Heinrich Trenk.